# Храм Святого Духа (Петрозаводск)

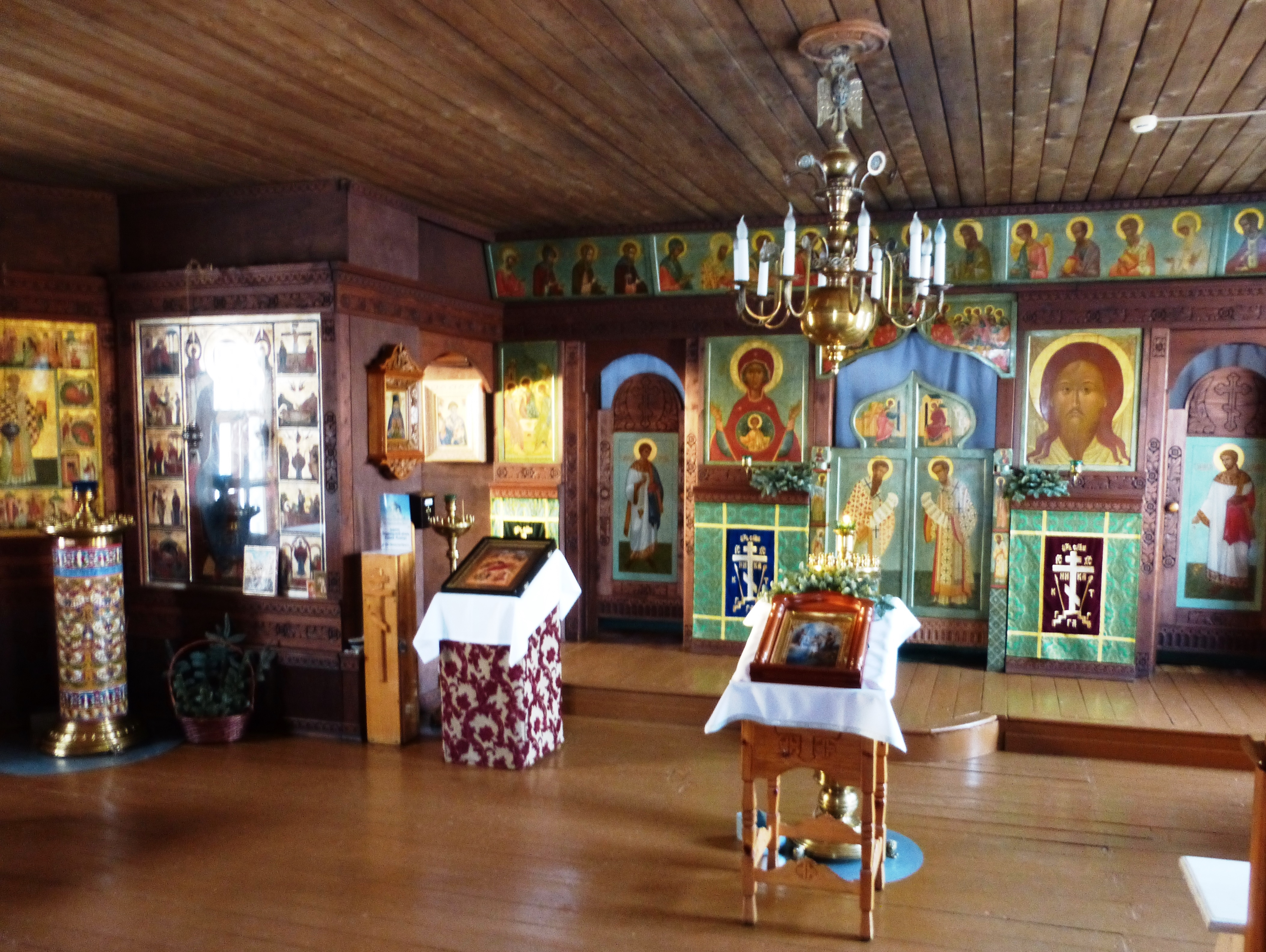
Внутреннее убранство

Храм Святого Духа — православный храм в Петрозаводске. Приписан к Спасо-Преображенскому храму острова Кижи, входит в состав Спасо-Кижского Патриаршего подворья. Памятник архитектуры.

## Внешний вид
Деревянный одноглавый храм.

## История
Перестроен в 1994 году из часовни при бывшей земской больнице, закрытой в советское время.
Главные святыни: Икона с частицей мощей свт. Игнатия Кавказского, акафистные иконы Божией Матери «Кипрская», св. Николая Мирликийского, свв. страстотерпца императора Николая и Тихона, Патриарха Московского.
Настоятель — протоиерей Павел Лехмус